# 高城胤辰
高城 胤辰（たかぎ たねとき、天文6年（1537年） - 天正10年12月16日（1583年1月9日））は、戦国時代から安土桃山時代にかけての武将。千葉氏の家臣。下総国小金城（現在の千葉県松戸市）主。父は高城胤吉、母は千葉勝胤の娘。

## 経歴
父親と同様に北条氏との協調路線をとっていたが、永禄3年（1560年）上杉謙信が関東に出兵すると、胤吉・胤辰親子も主君である千葉胤富に従って一時北条方から離反している。翌年北条方への復帰を許されたが、この時の代償として上杉方に追われていた北条方の推す古河公方足利義氏に居城の小金城を仮の御所として提供するように命じられている。永禄7年（1564年）には父が中山法華経寺に対して認めた諸権利を追認する文書を出しており、この頃に家督を継承したとされている。この年の第二次国府台合戦では約千騎を率いて北条軍に参加し、永禄9年（1566年）には本佐倉城の千葉胤富を攻めた上杉軍を北条氏の援軍を得て打ち破っている。なお、この時には小金城も一時上杉軍によって包囲されている。また、関係の深い原氏の臼井城への本拠撤退に伴って、原氏による維持が困難になった栗原・船橋の領地が胤辰に譲与されている。
だが、その過程で千葉氏を中心とした統制は次第に解体され、千葉氏・原氏・高城氏ともに北条氏の他国衆に組み入れられ、同氏の一家臣へと転換していく事になった。例えば、甲相駿三国同盟が崩壊した直後の永禄11年（1568年）12月、北条氏政は江戸城の防衛のために、胤辰に対して「江城大橋宿」への駐屯を命じている｡大橋宿は当時「大橋」と呼ばれていた常盤橋付近にあった江戸城下の宿場と推定されている。また、この時期には古河公方足利義氏とも関係を結んで、天正5年（1577年）には義氏より下野守の受領名が授けられている。天正5年正月、高城胤辰は足利義氏に手賀沼周辺で捕獲されたとみられる白鳥を献上し、その際に下野守の受領名を授けた。翌年以後、胤辰は正月に義氏に対して白鳥とともに太刀を献上しているが、この2つの献上が認められたのは千葉氏など関東八屋形の諸家や足利長尾氏・茂木氏・真壁氏などの限られた有力領主のみであった。古河公方・千葉氏が北条氏の従属下にあるとはいえ、当時の高城氏は3つの主家を有する（旧主である千葉氏筆頭重臣・原氏との関係を考えれば4つの主家が存在する）状態にあった。更に、天正7年（1579年）には胤辰が小田原城郊外の箱根温泉で湯治をしていたことが京都大徳寺滞在中の万満寺住持・州甫宛書状で知ることが出来る。だがその一方でこの頃から領国経営に積極的な記録も見られるようになり、後の江戸幕府による小金牧や行徳塩田の経営への萌芽も高城氏統治時代には存在していたと考えられている。また、天正6年（1578年）には船橋大神宮の門前町の諸役を免じて自治を許し、天正9年（1581年）には市川宿に喧嘩口論や盗賊行為、双六や国質・郷質を禁ずる制札を出しており、同宿とその領主であった弘法寺を支配下に置いていた事が知られている。天正10年（1582年）の天正壬午の乱により徳川軍と対峙中に病に倒れ、北条氏政から息子・龍千世（高城胤則）への家督相続が認められた後に病没している。
娘は大道寺直次の正室になった他、原胤栄の正室が胤辰の妹あるいは娘と推定されている。